# 守內瘡神站
守內瘡神站（日语：／ Shuchi-kasagami eki */?）是位於山口縣岩國市守內，錦川鐵道的錦川清流線車站。

## 歷史
- 1993年（平成5年）3月17日 - 車站啟用。
  - 當時車站位於山口縣岩國市守內。
- 2006年（平成18年）3月20日 - 隨著岩國市（第二次）成立，車站地址變成現時的地址。

## 車站構造
車站是一座地面車站，設有1面1線的單式月台。錦町方向的列車會開啟右邊車門。
此站是無人車站，沒有車站大樓。月台上設有上蓋和候車室。月台靠近錦町一端設有出入口（樓梯）。由於路軌位於較高位置。站前廣場和站前道路也位於較高位置。
此站設有上蓋單車停位處、廁所、商店（包括自動販賣機）。在站前廣場中設有公共電話亭。

## 車站周邊
車站位於山林和竹林旁邊。
車站北方設有錦川流過，對面岸設有國道2號。
- 瘡神神社 - 站名的由來。向西步行約10分鐘[2]
- 中國新聞北河內販賣所（茶谷新聞店）[6]
- Solcom Meister（日语：ソルコム）周南工事事務所岩國事務所

## 巴士路線
「守內」巴士站（位於國道2號上，此站步行約9至10分鐘）
岩國巴士　北河內站、廿木線（岩國站 - 錦帶橋 - 新岩國站 - 守內 - 南河內站入口 - 北河內站）《毎日4往返班次》
防長交通（岩國站前 - 錦帶橋 - 新岩國站 - 守內 - 廿木 - 高森 - 久保站前 - 德山站前）《毎日5往返班次》
上述「守內」巴士站在2016年3月25日前曾名為「下守內」。

## 相鄰車站
錦川鐵道
錦川清流線
清流新岩國－守內瘡神－南河內

## 注腳
1. ↑  .   [2021年4月20日]. （原始内容存档于2021年3月5日） （日语）.
2. 1 2 3  . 錦川鉄道.   [2018-01-08]. （原始内容存档于2018-01-15） （日语）.
3. 1 2 3 4  Google Inc.  (地图). Google Inc. 2018-01-08  [2018-01-08].
4. ↑  Google Inc.  (地图). Google Inc. 2018-01-08  [2018-01-08].
5. ↑  . goo地圖.   [2018-01-08]. （原始内容存档于2021-05-23） （日语）.
6. ↑  . iタウンページ. NTT Town page.   [2018-01-08] （日语）.[]
7. ↑   (PDF). 岩国市. 2017-10-01  [2018-01-08]. （原始内容存档 (PDF)于2017-12-28） （日语）. →『岩国市公共交通マップ』目次ページ（岩国市Webサイトより）
8. ↑  . NAVITIME（日语：NAVITIME）.   [2018-01-08]. （原始内容存档于2021-05-23） （日语）.
9. ↑   (PDF). 岩國巴士. 2017-10-01  [2018-01-08]. （原始内容 (PDF)存档于2018-01-08） （日语）. →土日祝用PDF}
10. ↑  . 防長交通（日语：防長交通）. 2017-10-01  [2018-01-08]. （原始内容存档于2018-08-05） （日语）. 『防長バス時刻表（周南地域版）』の22頁目に掲載
11. ↑   (PDF) (新闻稿). いわくにバス. 2016-01-25  [2018-01-08]. （原始内容存档 (PDF)于2016-09-28） （日语）.

## 外部連結
- 錦川清流線各站介紹 守內瘡神站 （页面存档备份，存于）（日語）（錦川鐵道）